# Monostorapáti
Monostorapáti je obec v Maďarsku v župě Veszprém.
Rozkládá se na ploše 25,55 km² a v roce 2011 zde žilo 1 090 obyvatel.